# Unione Calcio Sampdoria 2017-2018
Questa voce raccoglie le informazioni riguardanti l'Unione Calcio Sampdoria nelle competizioni ufficiali della stagione 2017-2018.

## Stagione
In casa blucerchiata, l'estate 2017 corrisponde alla partenza di due protagonisti della stagione precedente: il difensore Milan Škriniar e l'attaccante Patrick Schick, che firmano rispettivamente per l'Inter e la Roma. Al debutto ufficiale, i doriani sconfiggono il Foggia in Coppa Italia: in campionato sono invece due le vittorie consecutive iniziali, a spese della matricola Benevento e di un'indebolita Fiorentina. Il periodo autunnale vede i liguri segnalarsi per un positivo rendimento tra le mura amiche, dove sono ben 6 le affermazioni in fila: al Marassi, tra le altre, cadono anche Milan e Juventus. Malgrado un tenore inferiore in trasferta, certificato dalle sconfitte rimediate sui campi di Udine e Milano ma anche Bologna, i doriani si impongono nel derby e superano un altro turno in coppa. Ad interrompere l'imbattibilità casalinga è la Lazio, che imponendosi a Genova ad inizio dicembre impedisce ai blucerchiati di raggiungere la doppia cifra in fatto di affermazioni interne consecutive. Proprio le settimane a ridosso del Natale evidenziano una leggera crisi, cui concorre l'eliminazione - ad opera della Fiorentina - nel secondo torneo nazionale. Il girone di andata viene comunque terminato in un ottimo piazzamento, grazie al sesto posto che annovera i liguri tra le formazioni in corsa per l'Europa League con 31 punti, a +4 da Fiorentina, Atalanta e Udinese.
Alla Sampdoria è tuttavia fatale un secondo periodo negativo che inizia tra marzo ed aprile. L'obiettivo di qualificazione alle coppe sfuma a partire da quel periodo a causa delle battute d'arresto contro diverse squadre, perdendo per 4-1 contro il Crotone e 0-5 contro l'Inter e solo due vittorie contro Bologna e Cagliari, perdendo poi anche Lazio, Sassuolo e Napoli. La posizione finale è il decimo posto, maturato a seguito di un'altra sconfitta, la terza consecutiva - stavolta con la S.P.A.L. - che vale la salvezza dei ferraresi, dato che il Crotone perde contro il Napoli dopo aver già fermato la Lazio sul pareggio, soffiandole la Champions League a favore dell'Inter.

## Divise e sponsor
Lo sponsor tecnico per la stagione 2017-2018 è Joma.
| Casa | Trasferta | Terza divisa |

## Rosa
Rosa e numeri aggiornati al 22 febbraio 2018.
| N. |                                 | Ruolo | Calciatore                   |
| -- | ------------------------------- | ----- | ---------------------------- |
| 1  | Italia (bandiera)               | P     | Christian Puggioni           |
| 2  | Italia (bandiera)               | P     | Emiliano Viviano             |
| 3  | Danimarca (bandiera)            | D     | Joachim Andersen             |
| 6  | Brasile (bandiera)              | D     | Dodô                         |
| 7  | Italia (bandiera)               | D     | Jacopo Sala                  |
| 8  | Paraguay (bandiera)             | C     | Édgar Barreto                |
| 9  | Italia (bandiera)               | A     | Gianluca Caprari             |
| 10 | Serbia (bandiera)               | C     | Filip Đuričić                |
| 11 | Argentina (bandiera)            | A     | Ricky Álvarez                |
| 12 | Lituania (bandiera)             | P     | Titas Krapikas               |
| 13 | Italia (bandiera)               | D     | Gian Marco Ferrari           |
| 14 | Rep. Ceca (bandiera)            | A     | Patrik Schick                |
| 14 | Montenegro (bandiera)           | C     | Ognjen Stijepović            |
| 15 | Slovacchia (bandiera)           | D     | Michal Tomič                 |
| 16 | Polonia (bandiera)              | C     | Karol Linetty                |
| 17 | Croazia (bandiera)              | D     | Ivan Strinić                 |
| 18 | Belgio (bandiera)               | C     | Dennis Praet                 |
| 19 | Italia (bandiera)               | D     | Vasco Regini (vice capitano) |
| 20 | Bosnia ed Erzegovina (bandiera) | D     | Daniel Pavlović              |
| 21 | Italia (bandiera)               | C     | Valerio Verre                |

| N. |                          | Ruolo | Calciatore                    |
| -- | ------------------------ | ----- | ----------------------------- |
| 22 | Francia (bandiera)       | D     | Maxime Leverbe                |
| 22 | Ungheria (bandiera)      | P     | Gergely Hutvágner             |
| 23 | Guinea-Bissau (bandiera) | A     | João Ricciulli                |
| 24 | Polonia (bandiera)       | D     | Bartosz Bereszyński           |
| 25 | Spagna (bandiera)        | A     | Ibourahima Baldé              |
| 26 | Argentina (bandiera)     | D     | Matías Silvestre              |
| 27 | Italia (bandiera)        | A     | Fabio Quagliarella (capitano) |
| 28 | Italia (bandiera)        | C     | Leonardo Capezzi              |
| 29 | Italia (bandiera)        | D     | Nicola Murru                  |
| 30 | Italia (bandiera)        | C     | Andrea Tessiore               |
| 31 | Italia (bandiera)        | D     | Emanuel Ercolano              |
| 34 | Uruguay (bandiera)       | C     | Lucas Torreira                |
| 72 | Slovenia (bandiera)      | P     | Vid Belec                     |
| 90 | Uruguay (bandiera)       | C     | Gastón Ramírez                |
| 91 | Colombia (bandiera)      | A     | Duván Zapata                  |
| 92 | Italia (bandiera)        | P     | Andrea Tozzo                  |
| 95 | Slovacchia (bandiera)    | C     | Dávid Ivan                    |
| 97 | Italia (bandiera)        | A     | Federico Bonazzoli            |
| 99 | Polonia (bandiera)       | A     | Dawid Kownacki                |

## Calciomercato

### Sessione estiva(dal 3/7 al 31/8)
| Acquisti         | Acquisti                | Acquisti       | Acquisti                                          |
| R.               | Nome                    | da             | Modalità                                          |
| ---------------- | ----------------------- | -------------- | ------------------------------------------------- |
| P                | Andrea Tozzo            | Matera         | fine prestito                                     |
| D                | Joachim Andersen        | Twente         | definitivo (1,4 mln)                              |
| D                | Gian Marco Ferrari      | Sassuolo       | prestito con diritto di riscatto (1,5 mln)        |
| D                | Nicola Murru            | Cagliari       | definitivo (7 mln)                                |
| D                | Ivan Strinić            | Napoli         | definitivo (2 mln)                                |
| C                | Leonardo Capezzi        | Crotone        | fine prestito                                     |
| C                | Bruno Fernandes         | Udinese        | definitivo (6 mln)                                |
| C                | Gastón Ramírez          | Middlesbrough  | definitivo (9 mln)                                |
| C                | Valerio Verre           | Pescara        | fine prestito                                     |
| A                | Gianluca Caprari        | Inter          | definitivo (15 mln)                               |
| A                | Dawid Kownacki          | Lech Poznań    | definitivo (4 mln)                                |
| A                | Duván Zapata            | Napoli         | prestito con obbligo di riscatto (3 mln + 17 mln) |
| Altre operazioni |                         |                |                                                   |
| R.               | Nome                    | da             | Modalità                                          |
| D                | Andrea Cassaghi         | Como           | definitivo                                        |
| D                | Bambo Diaby             | Mantova        | fine prestito                                     |
| D                | Cristian Hadžiosmanović | Milan          | definitivo                                        |
| D                | Riccardo Massa          | Pontedera      | fine prestito                                     |
| D                | Božo Mikulić            | RNK Spalato    | gratuito                                          |
| D                | Aris Aksel Sörensen     | Bellinzona     | definitivo                                        |
| D                | Atila Varga             | Latina         | fine prestito                                     |
| C                | Riccardo Aramini        | Arezzo         | definitivo                                        |
| C                | Eduardo Baldé           | Espinho        | definitivo                                        |
| C                | Giacomo Calò            | Pontedera      | fine prestito                                     |
| C                | Alessandro De Vitis     | Latina         | fine prestito                                     |
| C                | Francesco Fedato        | Carpi          | fine prestito                                     |
| C                | Jakub Hromada           | Viktoria Plzeň | fine prestito                                     |
| C                | Dávid Ivan              | Bari           | fine prestito                                     |
| C                | Karlo Lulić             | Osijek         | definitivo                                        |
| C                | Alessandro Martinelli   | Brescia        | fine prestito                                     |
| C                | Antonio Palumbo         | Ternana        | fine prestito                                     |
| C                | Michele Rocca           | Latina         | fine prestito                                     |
| C                | Gabriele Rolando        | Latina         | fine prestito                                     |
| C                | Leonardo Serinelli      | Tuttocuoio     | fine prestito                                     |
| A                | Federico Bonazzoli      | Brescia        | fine prestito                                     |
| A                | Antonio Di Nardo        | Latina         | fine prestito                                     |
| A                | Olger Merkaj            | Tuttocuoio     | definitivo                                        |
| A                | Nik Prelec              | Aluminij       | definitivo                                        |
| A                | Andrés Ponce            | Lugano         | fine prestito                                     |
| A                | Ivan Vujcic             | Hajduk Spalato | definitivo                                        |
| A                | Jamie Yayi Mpie         | Anderlecht     | definitivo (0,6 mln)                              |

| Cessioni         | Cessioni                | Cessioni         | Cessioni                             |
| R.               | Nome                    | a                | Modalità                             |
| ---------------- | ----------------------- | ---------------- | ------------------------------------ |
| D                | Stanley Amuzie          | Lugano           | prestito                             |
| D                | Daniel Pavlović         | Crotone          | definitivo (0,2 mln)                 |
| D                | Lorenco Šimić           | Empoli           | prestito                             |
| D                | Milan Škriniar          | Inter            | definitivo (23 mln)                  |
| C                | Luca Cigarini           | Cagliari         | definitivo                           |
| C                | Bruno Fernandes         | Sporting Lisbona | definitivo (9,69 mln)                |
| C                | Angelo Palombo          |                  | fine carriera                        |
| A                | Ante Budimir            | Crotone          | prestito (riscatto a 2 mln)          |
| A                | Luis Muriel             | Siviglia         | definitivo (21,5 mln)                |
| A                | Patrik Schick           | Roma             | prestito (5 mln + riscatto a 37 mln) |
| Altre operazioni |                         |                  |                                      |
| R.               | Nome                    | a                | Modalità                             |
| P                | Wladimiro Falcone       | Bassano          | prestito                             |
| D                | Bambo Diaby             | Peralada         | prestito                             |
| D                | Cristian Hadžiosmanović | Livorno          | prestito                             |
| D                | Maxime Leverbe          | Olbia            | prestito                             |
| D                | Riccardo Massa          | Savona           | definitivo                           |
| D                | Alessio Tissone         | Gavorrano        | definitivo                           |
| D                | Atila Varga             | Arezzo           | prestito                             |
| C                | Denis Baumgartner       | Livorno          | prestito                             |
| C                | Giacomo Calò            | Juve Stabia      | definitivo                           |
| C                | Jacopo Cioce            | Savona           | prestito                             |
| C                | Roberto Criscuolo       | Arezzo           | prestito                             |
| C                | Alessandro De Vitis     | Pisa             | definitivo                           |
| C                | Francesco Fedato        | Foggia           | definitivo                           |
| C                | Jakub Hromada           | Slavia Praga     | definitivo (0,5 mln)                 |
| C                | Karlo Lulić             | Rudeš            | definitivo                           |
| C                | Alessandro Martinelli   | Brescia          | definitivo                           |
| C                | Antonio Palumbo         | Trapani          | prestito                             |
| C                | Michele Rocca           | Pro Vercelli     | prestito                             |
| C                | Gabriele Rolando        | Palermo          | prestito                             |
| C                | Leonardo Serinelli      | Ligorna          | prestito                             |
| A                | Federico Bonazzoli      | SPAL             | prestito                             |
| A                | Domenico Cuoco          | Monopoli         | prestito                             |
| A                | Antonio Di Nardo        | Arezzo           | prestito                             |
| A                | Olger Merkaj            | Casale           | definitivo                           |
| A                | Andrés Ponce            | Livorno          | prestito                             |
| A                | Giacomo Vrioni          | Pistoiese        | prestito                             |

### Sessione invernale(dal 3/1 al 31/1)
| Acquisti         | Acquisti                | Acquisti          | Acquisti                              |
| R.               | Nome                    | da                | Modalità                              |
| ---------------- | ----------------------- | ----------------- | ------------------------------------- |
| P                | Vid Belec               | Benevento         | prestito                              |
| D                | Dodô                    | Inter             | riscatto del cartellino (5 milioni €) |
| Altre operazioni |                         |                   |                                       |
| R.               | Nome                    | da                | Modalità                              |
| P                | Wladimiro Falcone       | Bassano           | fine prestito                         |
| D                | Cristian Hadžiosmanović | Livorno           | fine prestito                         |
| D                | Lorenco Šimić           | Empoli            | fine prestito                         |
| C                | Jacopo Cioce            | Savona            | fine prestito                         |
| C                | Michele Rocca           | Pro Vercelli      | fine prestito                         |
| C                | Markus Soomets          | Santos Tartu      | definitivo                            |
| C                | Joao Nobrega            | Espinho           | prestito                              |
| A                | Bruno Amado             | Espinho           | definitivo                            |
| A                | Domenico Cuoco          | Monopoli          | fine prestito                         |
| A                | Andrés Ponce            | Livorno           | fine prestito                         |
| A                | Ognjen Stjepovic        | Mladost Podgorica | definitivo                            |

| Cessioni         | Cessioni                | Cessioni     | Cessioni                                 |
| R.               | Nome                    | a            | Modalità                                 |
| ---------------- | ----------------------- | ------------ | ---------------------------------------- |
| P                | Christian Puggioni      | Benevento    | definitivo                               |
| D                | Dodô                    | Santos       | prestito annuale con diritto di riscatto |
| C                | Filip Đuričić           | Benevento    | prestito                                 |
| C                | Dávid Ivan              | Pro Vercelli | prestito                                 |
| Altre operazioni |                         |              |                                          |
| R.               | Nome                    | da           | Modalità                                 |
| P                | Wladimiro Falcone       | Gavorrano    | prestito                                 |
| D                | Cristian Hadžiosmanović | Reggina      | prestito                                 |
| D                | Lorenco Šimić           | SPAL         | prestito                                 |
| C                | Jacopo Cioce            | Ligorna      | prestito                                 |
| C                | Michele Rocca           | Feralpisalò  | prestito                                 |
| A                | Domenico Cuoco          | SPAL         | prestito                                 |
| A                | Andrés Ponce            | Feralpisalò  | prestito                                 |

## Risultati

### Serie A

#### Girone di andata
| Arbitro: | Pasqua (Tivoli) |

|                       |           |               |
| Quagliarella 39’, 54’ | Marcatori | 15’ Ciciretti |

| Arbitro: | Doveri (Roma) |

|            |           |                                     |
| Badelj 50’ | Marcatori | 32’ Caprari 35’ (rig.) Quagliarella |

| Arbitro: | Orsato (Schio) |

|                  |           |             |
| Quagliarella 47’ | Marcatori | 90+1’ Dzeko |

| Arbitro: | Tagliavento (Terni) |

|                         |           |                               |
| Baselli 13’ Belotti 15’ | Marcatori | 1’ D. Zapata 34’ Quagliarella |

| Verona 20 settembre 2017, ore 20:45 CEST 5ª giornata | Verona                 | 0 – 0 referto | Sampdoria | Stadio Marcantonio Bentegodi (14.690 spett.)\| Arbitro: \| Manganiello (Pinerolo) \| |
| Arbitro:                                             | Manganiello (Pinerolo) |               |           |                                                                                      |

| Arbitro: | Valeri (Roma) |

|                             |           |  |
| D. Zapata 72’ Álvarez 90+1’ | Marcatori |  |

| Arbitro: | Fabbri (Ravenna) |

|                                                                   |           |  |
| de Paul 27’ (rig.) Maxi López 66’ (rig.), 85’ Fofana 90+5’ (rig.) | Marcatori |  |

| Arbitro: | Mariani (Aprilia) |

|                                       |           |               |
| D. Zapata 56’ Caprari 59’ Linetty 68’ | Marcatori | 21’ Cristante |

| Arbitro: | Calvarese (Teramo) |

|                                                                            |           |  |
| G. Ferrari 3’ Quagliarella 11’ (rig.) Caprari 38’ Linetty 71’ Kownacki 76’ | Marcatori |  |

| Arbitro: | Guida (Torre Annunziata) |

|                              |           |                               |
| Škriniar 18’ Icardi 32’, 54’ | Marcatori | 64’ Kownacki 85’ Quagliarella |

| Arbitro: | Doveri (Roma) |

|                                             |           |                |
| Linetty 20’ Torreira 26’, 84’ D. Zapata 44’ | Marcatori | 24’ Cacciatore |

| Arbitro: | Irrati (Pistoia) |

|  |           |                              |
|  | Marcatori | 24’ Ramírez 84’ Quagliarella |

| Arbitro: | Guida (Torre Annunziata) |

|                                           |           |                                   |
| D. Zapata 52’ Torreira 71’ G. Ferrari 79’ | Marcatori | 90+1’ (rig.) Higuaín 90+4’ Dybala |

| Arbitro: | Maresca (Napoli) |

|                                 |           |  |
| Verdi 3’ Mbaye 23’ Okwonkwo 73’ | Marcatori |  |

| Arbitro: | Mazzoleni (Bergamo) |

|               |           |                                    |
| D. Zapata 56’ | Marcatori | 79’ Milinković-Savić 90+1’ Caicedo |

| Arbitro: | Pasqua (Tivoli) |

|                          |           |                       |
| Farias 56’ Pavoletti 60’ | Marcatori | 11’, 19’ Quagliarella |

| Arbitro: | Gavillucci (Latina) |

|  |           |           |
|  | Marcatori | 90’ Matri |

| Arbitro: | Massa (Imperia) |

|                                  |           |                                    |
| Allan 16’ Insigne 33’ Hamšík 39’ | Marcatori | 2’ Ramírez 27’ (rig.) Quagliarella |

| Arbitro: | Pairetto (Nichelino) |

|                                  |           |  |
| Quagliarella 90+2’ (rig.), 90+4’ | Marcatori |  |

#### Girone di ritorno
| Arbitro: | Manganiello (Pinerolo) |

|                              |           |                              |
| Coda 69’, 84’ Brignola 90+1’ | Marcatori | 45+1’ Caprari 90+4’ Kownacki |

| Arbitro: | Pasqua (Tivoli) |

|                            |           |             |
| Quagliarella 30’, 60’, 68’ | Marcatori | 80’ Sánchez |

| Arbitro: | Banti (Livorno) |

|  |           |               |
|  | Marcatori | 80’ D. Zapata |

| Arbitro: | Rocchi (Firenze) |

|              |           |            |
| Torreira 11’ | Marcatori | 25’ Acquah |

| Arbitro: | Pairetto (Nichelino) |

|                                     |           |  |
| Barreto 50’ Quagliarella 85’ (rig.) | Marcatori |  |

| Arbitro: | Doveri (Roma) |

|                 |           |  |
| Bonaventura 14’ | Marcatori |  |

| Arbitro: | Damato (Barletta) |

|                             |           |                        |
| Silvestre 35’ D. Zapata 83’ | Marcatori | 90+5’ (aut.) Silvestre |

| Arbitro: | Pasqua (Tivoli) |

|           |           |                           |
| Tolói 67’ | Marcatori | 43’ Caprari 84’ D. Zapata |

| Arbitro: | Mazzoleni (Bergamo) |

|                                              |           |            |
| Trotta 6’, 36’ Stoian 23’ Viviano 85’ (aut.) | Marcatori | 69’ Zapata |

| Arbitro: | Tagliavento (Terni) |

|  |           |                                              |
|  | Marcatori | 26’ Perisic 30’ (rig.), 31’, 44’, 51’ Icardi |

| Arbitro: | Orsato (Schio) |

|                        |           |                         |
| Castro 62’ Hetemaj 79’ | Marcatori | 26’ (rig.) Quagliarella |

| Genova 7 aprile 2018, ore 20:45 CEST 31ª giornata | Sampdoria       | 0 – 0 referto | Genoa | Stadio Luigi Ferraris (30 117 spett.)\| Arbitro: \| Massa (Imperia) \| |
| Arbitro:                                          | Massa (Imperia) |               |       |                                                                        |

| Arbitro: | Mariani (Aprilia) |

|                                       |           |  |
| Mandžukić 45’ Höwedes 60’ Khedira 75’ | Marcatori |  |

| Arbitro: | Manganiello (Pinerolo) |

|                 |           |  |
| D. Zapata 90+3’ | Marcatori |  |

| Arbitro: | Orsato (Schio) |

|                                                    |           |  |
| Milinković-Savić 32’ de Vrij 43’ Immobile 85’, 88’ | Marcatori |  |

| Arbitro: | Abisso (Palermo) |

|                                                      |           |               |
| Praet 7’ Quagliarella 26’ Kownacki 45+3’ Ramirez 87’ | Marcatori | 49’ Pavoletti |

| Arbitro: | La Penna (Roma) |

|              |           |  |
| Politano 68’ | Marcatori |  |

| Arbitro: | Gavillucci (Latina) |

|  |           |                           |
|  | Marcatori | 72’ Milik 80’ Raúl Albiol |

| Arbitro: | Di Bello (Brindisi) |

|                                     |           |              |
| Antenucci 4’, 52’ (rig.) Grassi 50’ | Marcatori | 66’ Kownacki |

### Coppa Italia

#### Turni preliminari
| Arbitro: | Banti (Livorno) |

|                                      |           |  |
| Barreto 19’ Caprari 74’ Kownacki 80’ | Marcatori |  |

| Arbitro: | Fourneau (Roma) |

|                                         |           |            |
| Kownacki 2’, 74’ Ramírez 9’ Caprari 31’ | Marcatori | 53’ Benali |

#### Fase finale
| Arbitro: | Abisso (Palermo) |

|                                            |           |                                |
| Babacar 2’ Veretout 50’ (rig.), 90’ (rig.) | Marcatori | 39’ Barreto 77’ (rig,) Ramírez |

## Statistiche

### Statistiche di squadra
Statistiche aggiornate al 20 maggio 2018.
| Competizione | Punti | In casa | In casa | In casa | In casa | In casa | In casa | In trasferta | In trasferta | In trasferta | In trasferta | In trasferta | In trasferta | Totale | Totale | Totale | Totale | Totale | Totale | D.R. |
| Competizione | Punti | G       | V       | N       | P       | Gf      | Gs      | G            | V            | N            | P            | Gf           | Gs           | G      | V      | N      | P      | Gf     | Gs     | D.R. |
| ------------ | ----- | ------- | ------- | ------- | ------- | ------- | ------- | ------------ | ------------ | ------------ | ------------ | ------------ | ------------ | ------ | ------ | ------ | ------ | ------ | ------ | ---- |
| Serie A      | 54    | 19      | 12      | 3       | 4       | 36      | 20      | 19           | 4            | 3            | 12           | 20           | 39           | 38     | 16     | 6      | 16     | 56     | 60     | −4   |
| Coppa Italia | -     | 2       | 2       | 0       | 0       | 7       | 1       | 1            | 0            | 0            | 1            | 2            | 3            | 3      | 2      | 0      | 1      | 9      | 4      | 5    |
| Totale       | -     | 21      | 14      | 3       | 4       | 43      | 21      | 20           | 4            | 3            | 13           | 22           | 42           | 41     | 18     | 6      | 17     | 65     | 64     | 1    |

### Andamento in campionato
| Giornata  | 1 | 2 | 3 | 4 | 5 | 6 | 7 | 8 | 9 | 10 | 11 | 12 | 13 | 14 | 15 | 16 | 17 | 18 | 19 | 20 | 21 | 22 | 23 | 24 | 25 | 26 | 27 | 28 | 29 | 30 | 31 | 32 | 33 | 34 | 35 | 36 | 37 | 38 |
| --------- | - | - | - | - | - | - | - | - | - | -- | -- | -- | -- | -- | -- | -- | -- | -- | -- | -- | -- | -- | -- | -- | -- | -- | -- | -- | -- | -- | -- | -- | -- | -- | -- | -- | -- | -- |
| Luogo     | C | T | C | T | T | C | T | C | C | T  | C  | T  | C  | T  | C  | T  | C  | T  | C  | T  | C  | T  | C  | C  | T  | C  | T  | T  | C  | T  | C  | T  | C  | T  | C  | T  | C  | T  |
| Risultato | V | V | N | N | N | V | P | V | V | P  | V  | V  | V  | P  | P  | N  | P  | P  | V  | P  | V  | V  | N  | V  | P  | V  | V  | P  | P  | P  | N  | P  | V  | P  | V  | P  | P  | P  |
| Posizione | 6 | 5 | 6 | 8 | 7 | 7 | 8 | 6 | 6 | 6  | 6  | 6  | 6  | 6  | 6  | 6  | 6  | 6  | 6  | 6  | 6  | 6  | 6  | 6  | 6  | 6  | 6  | 7  | 7  | 7  | 7  | 8  | 8  | 8  | 8  | 8  | 9  | 10 |

Fonte:  Serie A – Classifiche, su sport.sky.it, Sky Sport. URL consultato l'8 settembre 2017 (archiviato dall'url originale l'11 settembre 2014).
Legenda:

Luogo: C = Casa; T = Trasferta. Risultato: V = Vittoria; N = Pareggio; P = Sconfitta.

### Statistiche dei giocatori
Sono in corsivo i calciatori che hanno lasciato la società a stagione in corso.
| Giocatore            | Serie A  | Serie A | Serie A     | Serie A    | Coppa Italia | Coppa Italia | Coppa Italia | Coppa Italia | Totale   | Totale | Totale      | Totale     |
| Giocatore            | Presenze | Reti    | Ammonizioni | Espulsioni | Presenze     | Reti         | Ammonizioni  | Espulsioni   | Presenze | Reti   | Ammonizioni | Espulsioni |
| -------------------- | -------- | ------- | ----------- | ---------- | ------------ | ------------ | ------------ | ------------ | -------- | ------ | ----------- | ---------- |
| R. Álvarez           | 6        | 1       | 0           | 0          | 3            | 0            | 0            | 0            | 9        | 1      | 0           | 0          |
| J. Andersen          | 0        | 0       | 0           | 0          | 1            | 0            | 0            | 0            | 1        | 0      | 0           | 0          |
| I. Baldé             | 0        | 0       | 0           | 0          | 0            | 0            | 0            | 0            | 0        | 0      | 0           | 0          |
| E. Barreto           | 17       | 1       | 5           | 1          | 2            | 2            | 1            | 0            | 19       | 3      | 6           | 1          |
| B. Bereszyński       | 16       | 0       | 2           | 0          | 0            | 0            | 0            | 0            | 16       | 0      | 2           | 0          |
| F. Bonazzoli         | 1        | 0       | 0           | 0          | 0            | 0            | 0            | 0            | 1        | 0      | 0           | 0          |
| L. Capezzi           | 1        | 0       | 0           | 0          | 2            | 0            | 0            | 0            | 3        | 0      | 0           | 0          |
| G. Caprari           | 18       | 4       | 2           | 0          | 3            | 2            | 0            | 0            | 21       | 6      | 2           | 0          |
| Dodô                 | 0        | 0       | 0           | 0          | 0            | 0            | 0            | 0            | 0        | 0      | 0           | 0          |
| F. Đuričić           | 1        | 0       | 0           | 0          | 1            | 0            | 0            | 0            | 2        | 0      | 0           | 0          |
| G.M. Ferrari         | 16       | 2       | 3           | 0          | 1            | 0            | 0            | 0            | 17       | 2      | 3           | 0          |
| J.C. Gomes Ricciulli | 0        | 0       | 0           | 0          | 0            | 0            | 0            | 0            | 0        | 0      | 0           | 0          |
| G. Hutvágner         | 0        | -0      | 0           | 0          | 0            | -0           | 0            | 0            | 0        | -0     | 0           | 0          |
| D. Ivan              | 0        | 0       | 0           | 0          | 0            | 0            | 0            | 0            | 0        | 0      | 0           | 0          |
| D. Kownacki          | 11       | 3       | 0           | 0          | 2            | 3            | 0            | 0            | 13       | 6      | 0           | 0          |
| T. Krapikas          | 0        | -0      | 0           | 0          | 0            | -0           | 0            | 0            | 0        | -0     | 0           | 0          |
| M. Leverbe           | 0        | 0       | 0           | 0          | 0            | 0            | 0            | 0            | 0        | 0      | 0           | 0          |
| K. Linetty           | 13       | 3       | 2           | 0          | 0            | 0            | 0            | 0            | 13       | 3      | 2           | 0          |
| N. Murru             | 8        | 0       | 1           | 0          | 3            | 0            | 0            | 0            | 11       | 0      | 1           | 0          |
| D. Pavlović          | 1        | 0       | 2           | 0          | 0            | 0            | 0            | 0            | 1        | 0      | 2           | 0          |
| D. Praet             | 20       | 0       | 2           | 0          | 3            | 0            | 0            | 0            | 23       | 0      | 2           | 0          |
| C. Puggioni          | 9        | -12     | 0           | 0          | 3            | -4           | 0            | 0            | 12       | -16    | 0           | 0          |
| F. Quagliarella      | 26       | 17      | 3           | 0          | 1            | 0            | 0            | 0            | 27       | 17     | 3           | 0          |
| G. Ramírez           | 21       | 2       | 4           | 0          | 3            | 2            | 0            | 0            | 24       | 4      | 4           | 0          |
| V. Regini            | 8        | 0       | 1           | 0          | 3            | 0            | 0            | 0            | 11       | 0      | 1           | 0          |
| J. Sala              | 7        | 0       | 1           | 1          | 3            | 0            | 0            | 0            | 10       | 0      | 1           | 1          |
| P. Schick            | 0        | 0       | 0           | 0          | 0            | 0            | 0            | 0            | 0        | 0      | 0           | 0          |
| M. Silvestre         | 26       | 1       | 2           | 0          | 3            | 0            | 0            | 0            | 29       | 1      | 2           | 0          |
| I. Strinić           | 14       | 0       | 2           | 0          | 1            | 0            | 1            | 0            | 15       | 0      | 3           | 0          |
| A. Tessiore          | 0        | 0       | 0           | 0          | 0            | 0            | 0            | 0            | 0        | 0      | 0           | 0          |
| L. Torreira          | 26       | 4       | 4           | 0          | 2            | 0            | 0            | 0            | 28       | 4      | 4           | 0          |
| A. Tozzo             | 0        | -0      | 0           | 0          | 0            | -0           | 0            | 0            | 0        | -0     | 0           | 0          |
| V. Verre             | 9        | 0       | 1           | 0          | 1            | 0            | 0            | 0            | 10       | 0      | 1           | 0          |
| E. Viviano           | 12       | -19     | 1           | 0          | 0            | -0           | 0            | 0            | 12       | -19    | 1           | 0          |
| D. Zapata            | 23       | 8       | 0           | 0          | 1            | 0            | 0            | 0            | 24       | 8      | 0           | 0          |